# 平松伴康
平松 伴康（ひらまつ ともやす、1982年9月28日 - ）は、中京圏と静岡県を拠点に活動するラジオパーソナリティ、ジョイスタッフ所属。身長175cm。血液型AB型。愛称はひらとも。

## 来歴
愛知県江南市出身。愛知県立岩倉総合高等学校、名古屋学院大学卒業。大学在学時からイベントMCやモデルなどを務めていた。
大学卒業後は名古屋のケーブルテレビ会社に就職したが、それから1年後にラジオパーソナリティへ転向。以来、地元FMラジオ局の番組を中心に活動している。2012年からはFC岐阜のスタジアムDJも務めている。
活動開始から4年間は名古屋タレントビューロー（現・NTB）に所属していたが、2011年3月に同社が一度解散するのを機に、セントラルジャパンへ移籍した。
2017年よりジョイスタッフに所属。東京に活動拠点を移す。

## 受賞歴
- 2007年 第3回FM AICHIパーソナリティー・コンテスト グランプリ受賞

## 出演

### テレビ番組
- はままつトキメキ出逢い旅（2007年、静岡放送ほか）
- ボニータ!ボニータ!! 〜名古屋ガールズコレクション〜（2008年、テレビ愛知） - ファッションショー企画のナビゲーター
- メリおっと!たいそう（テレビ愛知）
- 教えて!メリ夫くん（テレビ愛知）
- UP!（2008年、メ〜テレ）
- テレしず通りパロパロ（2010年1月 - 2011年3月、テレビ静岡） - 「しずおか密着24時」リポーター
- ニュースのひろば → ニュースLink（2010年8月 - 、大垣ケーブルテレビ）
- 3時のつボッ! 〜ナゴヤ応援TV〜（2011年4月 - 2012年3月、テレビ愛知） - 月曜プレゼンター → 金曜プレゼンター
- NEWS 5 PLUS（岐阜放送）
- 山浦ひさしのトコトン!1スタ（2012年5月 - 7月、テレビ愛知） - 「トコトン!ツウ」担当
- イッポウ（CBCテレビ） - リポーター
- サンヨーハウジング名古屋presents SKE48のリア住（2014年1月 - 8月、テレビ愛知） - ナレーター
- 情報ワイド てっぺん静岡（2014年2月 - 2015年3月、テレビ静岡） - リポーター
- 東海北陸フレッシュ便 さらさらサラダ（2015年4月 - 2017年3月、NHK名古屋） - MC
- ゲッターズ飯田の海外女子旅!開運ゲッター!in台湾（2016年3月21日、メ〜テレ） - ナレーター
- シャキット!（2017年4月 - 、チバテレ） - 月曜〜水曜MC
- ゴゴスマ -GO GO!Smile!-（2019年4月頃 - 、CBCテレビ） - 中継リポーター

### テレビドラマ
- 3年A組-今から皆さんは、人質です-（2019年、日本テレビ） - レポーター役（第9話）

### ラジオ番組
- Friday Night Fever（2006年7月 - 2007年6月、愛知北エフエム放送）
- Hot i Square（2007年4月 - 12月、PORT WAVE）
- おとぎふと（2007年4月 - 2008年9月、ぎふチャンラジオ）
- 5時RAZI（2007年4月 - 2008年6月、SHANANA! FM）
- Sunday express（2008年4月 - 2009年3月、FM AICHI）
- 5時RAZI DELUX（2008年8月 - 12月、MID-FM） - 月曜パーソナリティ
- EVENING JOCKY（2009年1月 - 2010年3月、MID-FM） - 月曜・火曜パーソナリティ
- MID-FM ライブTV（MID-FM）
- FC岐阜試合中継（FMわっち） - 実況担当
- FC岐阜 STEP BY RADIO（2011年4月 - 2012年3月、Radio 80）
- PiPi morning smile（2013年10月 - 不明、FM PiPi） - 木曜パーソナリティ
- Connect929（2022年10月 - 2023年3月 、TOKAI RADIO）
- Live Dragons!（2023年4月 - 、TOKAI RADIO）

### CM
- お天気フィラー（ダイドードリンコ）
- 串特急
- 一商会
- ウサギ支店長バージョン（名古屋銀行）
- プロピオン酸菌ヨーグルト（プロピル）[3]

### イベント
- T-1グランプリ
- 名古屋キャンピングカーフェア 2011 Autumn（テレビ愛知）
- 大須感謝祭 2011（テレビ愛知）
- 高橋尚子杯ぎふ清流ハーフマラソン
- FC岐阜スタジアムDJ